# 트립타민
트립타민(Tryptamine)은 필수 아미노산 트립토판의 인돌아민 대사물이다. 화학 구조는 인돌, 그리고 이차 탄소의 2아미노에틸기에 의해 정의된다.

## 같이 보기
- 트립토판
- 신경조절물질